# Zofia Jaworska
Zofia Jaworska, ps. „Danka”, znana też jako Zofia Jaworska-Kowalska (ur. 6 kwietnia 1918 w Warszawie, zm. 16 września 2007) – polska działaczka podziemia komunistycznego w czasie II wojny światowej, przewodnicząca konspiracyjnej organizacji młodzieżowej Związek Walki Młodych, uczestniczka powstania warszawskiego w ramach Sztabu Głównego Armii Ludowej, łączniczka.

## Życiorys
Urodziła się w rodzinie Leona i Janiny z domu Pakuła (zm. 1966). W 1935 ukończyła Prywatne Gimnazjum i Liceum Żeńskie im. Sabiny Tegazzo-Chmielewskiej w Warszawie. Przed wybuchem II wojny światowej działała w ramach Związku Niezależnej Młodzieży Socjalistycznej „Życie” oraz Komunistycznego Związku Młodzieży Polskiej. Studiowała również na Wydziale Chemii Politechniki Warszawskiej, gdzie pracowała w redakcji pisma „Politechnik”.
W czasie okupacji niemieckiej działała początkowo (od 1941) w ramach Związku Walki Wyzwoleńczej, a po powstaniu Polskiej Partii Robotniczej w 1942 wstąpiła w jej szeregi. Od 1943 była członkiem Komitetu Warszawskiego PPR. Była współtwórczynią i jednym z głównych ideologów Związku Walki Młodych. Po śmierci Janka Krasickiego we wrześniu 1943 roku objęła funkcję przewodniczącej warszawskiego zarządu organizacji, a od lipca 1944 do maja 1945 roku piastowała funkcję przewodniczącej Zarządu Głównego ZWM. Była żołnierzem Gwardii Ludowej i Armii Ludowej, awansując do stopnia majora. Brała udział w powstaniu warszawskim w ramach Sztabu Głównego Armii Ludowej na Starym Mieście. Na rozkaz dowództwa AL przekroczyła Wisłę i od 19 września 1944 do 1945 pracowała jako przewodnicząca ZG ZWM w Lublinie, dokąd przybyła wraz z grupą działaczy związku.
Posłanka do Krajowej Rady Narodowej. Była żoną znanego działacza PPR Aleksandra Kowalskiego „Olka” (1908–1951). Od 1946 do 1947 kierownik Wydziału Personalnego Komitetu Warszawskiego PPR. W 1948 opublikowała wspomnienia pod tytułem Było nas stu wydane przez Spółdzielnię Wydawniczą „Płomienie”.
W późniejszych latach była pracownikiem naukowym Politechniki Warszawskiej. Od 1949 wchodziła w skład egzekutywy Koła PZPR na Wydziale Chemicznym Politechniki Warszawskiej, a w latach 1954–1955 była I sekretarzem POP przy Politechnice Warszawskiej. W lipcu 1984 była członkiem Społecznego Komitetu Obchodów 40-lecia Polski Ludowej w Warszawie. W maju 1985 została powołana w skład Prezydium Rady Naczelnej Związku Bojowników o Wolność i Demokrację.
Z okazji jubileuszu 70-lecia urodzin 9 kwietnia 1988 Zofia Jaworska-Kowalska została przyjęta przez członka Biura Politycznego KC PZPR, sekretarza KC gen. Józefa Baryłę, który przekazał jej list gratulacyjny od I sekretarza KC PZPR gen. Wojciecha Jaruzelskiego. Otrzymała także życzenia i list gratulacyjny od przewodniczącego Zarządu Głównego ZSMP Jerzego Szmajdzinskiego i przewodniczącego Komisji Historii Ruchu Młodzieżowego przy Zarządzie Głównym ZSMP gen. Tadeusza Pietrzaka.
Pochowana na cmentarzu Wojskowym na Powązkach w Warszawie (kwatera B22-4-2).

## Ordery i odznaczenia
- Order Budowniczych Polski Ludowej (1974)[10]
- Order Krzyża Grunwaldu III klasy
- Warszawski Krzyż Powstańczy[11]
- Medal za Warszawę 1939–1945 (17 stycznia 1946)[12][13]
- Medal 10-lecia Polski Ludowej (19 stycznia 1955)[14]
- Medal im. Ludwika Waryńskiego (1986)[15]
- Pamiątkowy Medal z okazji 40. rocznicy powstania Krajowej Rady Narodowej (1983)[16]
- Złota Odznaka honorowa „Za Zasługi dla Warszawy” (1967)[17]